# 851
Portal Geschichte | Portal Biografien | Aktuelle Ereignisse | Jahreskalender | Tagesartikel

◄ |
8. Jahrhundert |
9. Jahrhundert
| 10. Jahrhundert | ►

◄ |
820er |
830er |
840er |
850er
| 860er | 870er | 880er | ►

◄◄ |
◄ |
847 |
848 |
849 |
850 |
851
| 852 | 853 | 854 | 855 | ► | ►►
Staatsoberhäupter  · Nekrolog
| Januar | Januar | Januar | Januar | Januar | Januar | Januar | Januar |
| Kw     | Mo     | Di     | Mi     | Do     | Fr     | Sa     | So     |
| ------ | ------ | ------ | ------ | ------ | ------ | ------ | ------ |
| 1      |        |        |        | 1      | 2      | 3      | 4      |
| 2      | 5      | 6      | 7      | 8      | 9      | 10     | 11     |
| 3      | 12     | 13     | 14     | 15     | 16     | 17     | 18     |
| 4      | 19     | 20     | 21     | 22     | 23     | 24     | 25     |
| 5      | 26     | 27     | 28     | 29     | 30     | 31     |        |

| Februar | Februar | Februar | Februar | Februar | Februar | Februar | Februar |
| Kw      | Mo      | Di      | Mi      | Do      | Fr      | Sa      | So      |
| ------- | ------- | ------- | ------- | ------- | ------- | ------- | ------- |
| 5       |         |         |         |         |         |         | 1       |
| 6       | 2       | 3       | 4       | 5       | 6       | 7       | 8       |
| 7       | 9       | 10      | 11      | 12      | 13      | 14      | 15      |
| 8       | 16      | 17      | 18      | 19      | 20      | 21      | 22      |
| 9       | 23      | 24      | 25      | 26      | 27      | 28      |         |

| März | März | März | März | März | März | März | März |
| Kw   | Mo   | Di   | Mi   | Do   | Fr   | Sa   | So   |
| ---- | ---- | ---- | ---- | ---- | ---- | ---- | ---- |
| 9    |      |      |      |      |      |      | 1    |
| 10   | 2    | 3    | 4    | 5    | 6    | 7    | 8    |
| 11   | 9    | 10   | 11   | 12   | 13   | 14   | 15   |
| 12   | 16   | 17   | 18   | 19   | 20   | 21   | 22   |
| 13   | 23   | 24   | 25   | 26   | 27   | 28   | 29   |
| 14   | 30   | 31   |      |      |      |      |      |

| April | April | April | April | April | April | April | April |
| Kw    | Mo    | Di    | Mi    | Do    | Fr    | Sa    | So    |
| ----- | ----- | ----- | ----- | ----- | ----- | ----- | ----- |
| 14    |       |       | 1     | 2     | 3     | 4     | 5     |
| 15    | 6     | 7     | 8     | 9     | 10    | 11    | 12    |
| 16    | 13    | 14    | 15    | 16    | 17    | 18    | 19    |
| 17    | 20    | 21    | 22    | 23    | 24    | 25    | 26    |
| 18    | 27    | 28    | 29    | 30    |       |       |       |

| Mai | Mai | Mai | Mai | Mai | Mai | Mai | Mai |
| Kw  | Mo  | Di  | Mi  | Do  | Fr  | Sa  | So  |
| --- | --- | --- | --- | --- | --- | --- | --- |
| 18  |     |     |     |     | 1   | 2   | 3   |
| 19  | 4   | 5   | 6   | 7   | 8   | 9   | 10  |
| 20  | 11  | 12  | 13  | 14  | 15  | 16  | 17  |
| 21  | 18  | 19  | 20  | 21  | 22  | 23  | 24  |
| 22  | 25  | 26  | 27  | 28  | 29  | 30  | 31  |

| Juni | Juni | Juni | Juni | Juni | Juni | Juni | Juni |
| Kw   | Mo   | Di   | Mi   | Do   | Fr   | Sa   | So   |
| ---- | ---- | ---- | ---- | ---- | ---- | ---- | ---- |
| 23   | 1    | 2    | 3    | 4    | 5    | 6    | 7    |
| 24   | 8    | 9    | 10   | 11   | 12   | 13   | 14   |
| 25   | 15   | 16   | 17   | 18   | 19   | 20   | 21   |
| 26   | 22   | 23   | 24   | 25   | 26   | 27   | 28   |
| 27   | 29   | 30   |      |      |      |      |      |

| Juli | Juli | Juli | Juli | Juli | Juli | Juli | Juli |
| Kw   | Mo   | Di   | Mi   | Do   | Fr   | Sa   | So   |
| ---- | ---- | ---- | ---- | ---- | ---- | ---- | ---- |
| 27   |      |      | 1    | 2    | 3    | 4    | 5    |
| 28   | 6    | 7    | 8    | 9    | 10   | 11   | 12   |
| 29   | 13   | 14   | 15   | 16   | 17   | 18   | 19   |
| 30   | 20   | 21   | 22   | 23   | 24   | 25   | 26   |
| 31   | 27   | 28   | 29   | 30   | 31   |      |      |

| August | August | August | August | August | August | August | August |
| Kw     | Mo     | Di     | Mi     | Do     | Fr     | Sa     | So     |
| ------ | ------ | ------ | ------ | ------ | ------ | ------ | ------ |
| 31     |        |        |        |        |        | 1      | 2      |
| 32     | 3      | 4      | 5      | 6      | 7      | 8      | 9      |
| 33     | 10     | 11     | 12     | 13     | 14     | 15     | 16     |
| 34     | 17     | 18     | 19     | 20     | 21     | 22     | 23     |
| 35     | 24     | 25     | 26     | 27     | 28     | 29     | 30     |
| 36     | 31     |        |        |        |        |        |        |

| September | September | September | September | September | September | September | September |
| Kw        | Mo        | Di        | Mi        | Do        | Fr        | Sa        | So        |
| --------- | --------- | --------- | --------- | --------- | --------- | --------- | --------- |
| 36        |           | 1         | 2         | 3         | 4         | 5         | 6         |
| 37        | 7         | 8         | 9         | 10        | 11        | 12        | 13        |
| 38        | 14        | 15        | 16        | 17        | 18        | 19        | 20        |
| 39        | 21        | 22        | 23        | 24        | 25        | 26        | 27        |
| 40        | 28        | 29        | 30        |           |           |           |           |

| Oktober | Oktober | Oktober | Oktober | Oktober | Oktober | Oktober | Oktober |
| Kw      | Mo      | Di      | Mi      | Do      | Fr      | Sa      | So      |
| ------- | ------- | ------- | ------- | ------- | ------- | ------- | ------- |
| 40      |         |         |         | 1       | 2       | 3       | 4       |
| 41      | 5       | 6       | 7       | 8       | 9       | 10      | 11      |
| 42      | 12      | 13      | 14      | 15      | 16      | 17      | 18      |
| 43      | 19      | 20      | 21      | 22      | 23      | 24      | 25      |
| 44      | 26      | 27      | 28      | 29      | 30      | 31      |         |

| November | November | November | November | November | November | November | November |
| Kw       | Mo       | Di       | Mi       | Do       | Fr       | Sa       | So       |
| -------- | -------- | -------- | -------- | -------- | -------- | -------- | -------- |
| 44       |          |          |          |          |          |          | 1        |
| 45       | 2        | 3        | 4        | 5        | 6        | 7        | 8        |
| 46       | 9        | 10       | 11       | 12       | 13       | 14       | 15       |
| 47       | 16       | 17       | 18       | 19       | 20       | 21       | 22       |
| 48       | 23       | 24       | 25       | 26       | 27       | 28       | 29       |
| 49       | 30       |          |          |          |          |          |          |

| Dezember | Dezember | Dezember | Dezember | Dezember | Dezember | Dezember | Dezember |
| Kw       | Mo       | Di       | Mi       | Do       | Fr       | Sa       | So       |
| -------- | -------- | -------- | -------- | -------- | -------- | -------- | -------- |
| 49       |          | 1        | 2        | 3        | 4        | 5        | 6        |
| 50       | 7        | 8        | 9        | 10       | 11       | 12       | 13       |
| 51       | 14       | 15       | 16       | 17       | 18       | 19       | 20       |
| 52       | 21       | 22       | 23       | 24       | 25       | 26       | 27       |
| 53       | 28       | 29       | 30       | 31       |          |          |          |

| Januar | Januar | Januar | Januar | Januar | Januar | Januar | Januar |
| Kw     | Mo     | Di     | Mi     | Do     | Fr     | Sa     | So     |
| ------ | ------ | ------ | ------ | ------ | ------ | ------ | ------ |
| 1      |        |        |        | 1      | 2      | 3      | 4      |
| 2      | 5      | 6      | 7      | 8      | 9      | 10     | 11     |
| 3      | 12     | 13     | 14     | 15     | 16     | 17     | 18     |
| 4      | 19     | 20     | 21     | 22     | 23     | 24     | 25     |
| 5      | 26     | 27     | 28     | 29     | 30     | 31     |        |

| Februar | Februar | Februar | Februar | Februar | Februar | Februar | Februar |
| Kw      | Mo      | Di      | Mi      | Do      | Fr      | Sa      | So      |
| ------- | ------- | ------- | ------- | ------- | ------- | ------- | ------- |
| 5       |         |         |         |         |         |         | 1       |
| 6       | 2       | 3       | 4       | 5       | 6       | 7       | 8       |
| 7       | 9       | 10      | 11      | 12      | 13      | 14      | 15      |
| 8       | 16      | 17      | 18      | 19      | 20      | 21      | 22      |
| 9       | 23      | 24      | 25      | 26      | 27      | 28      |         |

| März | März | März | März | März | März | März | März |
| Kw   | Mo   | Di   | Mi   | Do   | Fr   | Sa   | So   |
| ---- | ---- | ---- | ---- | ---- | ---- | ---- | ---- |
| 9    |      |      |      |      |      |      | 1    |
| 10   | 2    | 3    | 4    | 5    | 6    | 7    | 8    |
| 11   | 9    | 10   | 11   | 12   | 13   | 14   | 15   |
| 12   | 16   | 17   | 18   | 19   | 20   | 21   | 22   |
| 13   | 23   | 24   | 25   | 26   | 27   | 28   | 29   |
| 14   | 30   | 31   |      |      |      |      |      |

| April | April | April | April | April | April | April | April |
| Kw    | Mo    | Di    | Mi    | Do    | Fr    | Sa    | So    |
| ----- | ----- | ----- | ----- | ----- | ----- | ----- | ----- |
| 14    |       |       | 1     | 2     | 3     | 4     | 5     |
| 15    | 6     | 7     | 8     | 9     | 10    | 11    | 12    |
| 16    | 13    | 14    | 15    | 16    | 17    | 18    | 19    |
| 17    | 20    | 21    | 22    | 23    | 24    | 25    | 26    |
| 18    | 27    | 28    | 29    | 30    |       |       |       |

| Mai | Mai | Mai | Mai | Mai | Mai | Mai | Mai |
| Kw  | Mo  | Di  | Mi  | Do  | Fr  | Sa  | So  |
| --- | --- | --- | --- | --- | --- | --- | --- |
| 18  |     |     |     |     | 1   | 2   | 3   |
| 19  | 4   | 5   | 6   | 7   | 8   | 9   | 10  |
| 20  | 11  | 12  | 13  | 14  | 15  | 16  | 17  |
| 21  | 18  | 19  | 20  | 21  | 22  | 23  | 24  |
| 22  | 25  | 26  | 27  | 28  | 29  | 30  | 31  |

| Juni | Juni | Juni | Juni | Juni | Juni | Juni | Juni |
| Kw   | Mo   | Di   | Mi   | Do   | Fr   | Sa   | So   |
| ---- | ---- | ---- | ---- | ---- | ---- | ---- | ---- |
| 23   | 1    | 2    | 3    | 4    | 5    | 6    | 7    |
| 24   | 8    | 9    | 10   | 11   | 12   | 13   | 14   |
| 25   | 15   | 16   | 17   | 18   | 19   | 20   | 21   |
| 26   | 22   | 23   | 24   | 25   | 26   | 27   | 28   |
| 27   | 29   | 30   |      |      |      |      |      |

| Juli | Juli | Juli | Juli | Juli | Juli | Juli | Juli |
| Kw   | Mo   | Di   | Mi   | Do   | Fr   | Sa   | So   |
| ---- | ---- | ---- | ---- | ---- | ---- | ---- | ---- |
| 27   |      |      | 1    | 2    | 3    | 4    | 5    |
| 28   | 6    | 7    | 8    | 9    | 10   | 11   | 12   |
| 29   | 13   | 14   | 15   | 16   | 17   | 18   | 19   |
| 30   | 20   | 21   | 22   | 23   | 24   | 25   | 26   |
| 31   | 27   | 28   | 29   | 30   | 31   |      |      |

| August | August | August | August | August | August | August | August |
| Kw     | Mo     | Di     | Mi     | Do     | Fr     | Sa     | So     |
| ------ | ------ | ------ | ------ | ------ | ------ | ------ | ------ |
| 31     |        |        |        |        |        | 1      | 2      |
| 32     | 3      | 4      | 5      | 6      | 7      | 8      | 9      |
| 33     | 10     | 11     | 12     | 13     | 14     | 15     | 16     |
| 34     | 17     | 18     | 19     | 20     | 21     | 22     | 23     |
| 35     | 24     | 25     | 26     | 27     | 28     | 29     | 30     |
| 36     | 31     |        |        |        |        |        |        |

| September | September | September | September | September | September | September | September |
| Kw        | Mo        | Di        | Mi        | Do        | Fr        | Sa        | So        |
| --------- | --------- | --------- | --------- | --------- | --------- | --------- | --------- |
| 36        |           | 1         | 2         | 3         | 4         | 5         | 6         |
| 37        | 7         | 8         | 9         | 10        | 11        | 12        | 13        |
| 38        | 14        | 15        | 16        | 17        | 18        | 19        | 20        |
| 39        | 21        | 22        | 23        | 24        | 25        | 26        | 27        |
| 40        | 28        | 29        | 30        |           |           |           |           |

| Oktober | Oktober | Oktober | Oktober | Oktober | Oktober | Oktober | Oktober |
| Kw      | Mo      | Di      | Mi      | Do      | Fr      | Sa      | So      |
| ------- | ------- | ------- | ------- | ------- | ------- | ------- | ------- |
| 40      |         |         |         | 1       | 2       | 3       | 4       |
| 41      | 5       | 6       | 7       | 8       | 9       | 10      | 11      |
| 42      | 12      | 13      | 14      | 15      | 16      | 17      | 18      |
| 43      | 19      | 20      | 21      | 22      | 23      | 24      | 25      |
| 44      | 26      | 27      | 28      | 29      | 30      | 31      |         |

| November | November | November | November | November | November | November | November |
| Kw       | Mo       | Di       | Mi       | Do       | Fr       | Sa       | So       |
| -------- | -------- | -------- | -------- | -------- | -------- | -------- | -------- |
| 44       |          |          |          |          |          |          | 1        |
| 45       | 2        | 3        | 4        | 5        | 6        | 7        | 8        |
| 46       | 9        | 10       | 11       | 12       | 13       | 14       | 15       |
| 47       | 16       | 17       | 18       | 19       | 20       | 21       | 22       |
| 48       | 23       | 24       | 25       | 26       | 27       | 28       | 29       |
| 49       | 30       |          |          |          |          |          |          |

| Dezember | Dezember | Dezember | Dezember | Dezember | Dezember | Dezember | Dezember |
| Kw       | Mo       | Di       | Mi       | Do       | Fr       | Sa       | So       |
| -------- | -------- | -------- | -------- | -------- | -------- | -------- | -------- |
| 49       |          | 1        | 2        | 3        | 4        | 5        | 6        |
| 50       | 7        | 8        | 9        | 10       | 11       | 12       | 13       |
| 51       | 14       | 15       | 16       | 17       | 18       | 19       | 20       |
| 52       | 21       | 22       | 23       | 24       | 25       | 26       | 27       |
| 53       | 28       | 29       | 30       | 31       |          |          |          |

## Ereignisse

### Politik und Weltgeschehen

#### Mitteleuropa
- Nominoë, Herzog der Bretagne bemächtigt sich der Stadt Rennes, Hauptort der gleichnamigen Grafschaft, die unter Karl dem Großen zur Bretonischen Mark des Frankenreiches gehörte.
- 7. März, Bretagne: Nominoë, im Kampf unbesiegt, stirbt in der Nähe von Vendôme. Möglicherweise an einem Schlaganfall oder durch Gift. Nachfolger als Herrscher der Bretagne wurde sein Sohn Erispoë.
- 20. März, Mittelreich: Die fränkische Kaiserin Irmengard, Ehefrau Kaiser Lothar I., stirbt am Karfreitag des Jahres 851 in dem von ihr gegründeten Kloster Erstein im Elsass, in das sie sich zurückgezogen hatte. Sie wird in der Abteikirche begraben. Den Text auf ihrem Epitaph, verfasst Hrabanus Maurus.
- Mai, Frankenreich: Kaiser Lothar I. trifft sich mit seinen (Halb-)Brüdern Ludwig dem Deutschen und Karl dem Kahlen in Meerssen (heute Niederlande), um das System der „brüderlichen Regierung“ fortzusetzen.
- 22. August, Bretagne: Schlacht von Jengland: Herzog Erispoe übernahm das Kommando über die bretonischen Truppen, nach dem Tod seines Vaters Nominoe. Er setzt die Offensive gegen die Franken im Bündnis mit Lambert II. von Nantes fort. In Ille-et-Vilaine bei Grand-Fougeray besiegt Erispoë ein fränkisch-sächsisches Heer (4.000 Mann) unter der Führung von König Karl dem Kahlen.

Herzogtum Bretagenn 845–867

- Herzogtum Bretagenn 845–867September, Westfrankenreich: Vertrag von Angers: Karl der Kahle trifft Erispoë in Angers. Teile der bretonischen Mark (Nantes, Rennes und Pay de Retz) kommen unter die Herrschaft von Erispoë.  Erispoë leistet den Eid auf Karl als König des Westfränkischen Königreichs (aber keine hommage lige, die eine Treue wäre). Um die Souveränität des bretonischen Staates zu markieren, werden die zukünftigen Herzöge der Bretagne zum „Herzog, König in ihren Ländern“ gekrönt.
- September, Aquitanien: König Pippin II. von Aquitanien wird von Truppen des Grafen der Gascogne Sancho II. Sanchez gefangen genommen und Karl dem Kahlen übergeben. Er wird im Kloster des Heiligen Medard in Soissons inhaftiert.
- Oktober, Westfrankenreich: Die Wikinger, angeführt von ihrem Anführer Hoseri (Asgeirr), segeln erneut die Seine hinauf nach Rouen. Sie überwintern zum ersten Mal auf dem Kontinent. Zu Fuß gelangten sie bis nach Beauvais, das sie in Brand steckten sowie die Abtei Saint-Germer-de-Fly an der Oise (Juni 852), bevor sie von den fränkischen Truppen bei Vardes besiegt wurde. Sie blieben bis Ende 852 im Pariser Becken.

#### Südeuropa
- 3. Juni, Cordoba: Kreuzigung des Mönchs Isaak. Beginn einer Krise des religiösen Fanatismus in Spanien. Freiwilliger Märtyrertod von etwa fünfzig Mozarabern auf dem Markt von Córdoba

- 24. November: Cordoba:  Flora und Maria, zwei junge Frauen, die sich weigerten, zum Islam zurückzukehren, wurden  zum Tode verurteilt – Flora gemäß Scharia-Interpretation wegen Apostasie, Maria wegen Blasphemie – und enthauptet. Ihre Leichen wurden einen Tag lang unbestattet zu Schau gestellt und dann in den Fluss geworfen.
- Barcelona wird von den Mauren eingenommen und geplündert.

#### Nordeuropa und Britische Inseln

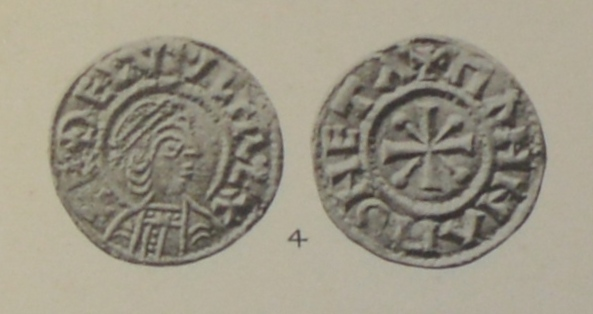
Münze von König Æthelwulf

- Wikingerzeit: Die Wikinger unternehmen einen Überfall auf die englische Insel Thanet.Münze von König ÆthelwulfEngland: Die Wikinger fallen in Surrey ein. Ethelwulf, König von Wessex fügt dem Dänenfürsten Rorik bei Acleah (Ockley) eine schwere Niederlage zu. Er kann sie jedoch nicht aus Thanet vertreiben und sie auch nicht daran hindern, sich dort zu verschanzen.
- Kent: König Ethelwulfs ältester Sohn Æthelstan von Kent greift in Begleitung von Ealdorman Ealhhere eine Wikingerflotte vor der Küste bei Sandwich an und kapert neun der feindlichen Schiffe, während die übrigen fliehen.

- Irland: Cináed der König von Brega, wird während einem Zusammenkunft heimtückisch ermordet, indem er von Máel Sechnaill und Tigernach ertränkt wurde, die Irischen Annalen fügen hinzu, dass dies „trotz der Garantien der Adligen Irlands und des Nachfolgers des hl. Patrick (d.h. des Abtes von Armagh) im Besonderen“ geschah. Cináed folgte sein Bruder Flann als König von Brega.

- Schlacht bei Dundalk Bay in Irland zwischen Fingall (Norwegern) und Dubhgall (Dänen)

#### Kaukasus
- Bagrat II. Bagratuni, armenischer Fürst und Anführer eines Aufstandes gegen das Abbasiden-Kalifat, wird während Verhandlungen gefangen genommen und in die Kalifenhauptstadt Samarra gebracht.

#### Urkundliche Ersterwähnungen
- Erste Erwähnung des heutigen Wittener Stadtteils Herbede
- Erste schriftliche Erwähnung des Ortes Bochorna, (heute Bokern, Stadt Damme bei Osnabrück) als Nachtlager auf dem 'Oberhof' (Meyerhof) im Zusammenhang mit der Überführung der Gebeine des Hl. Alexanders von Rom nach Wildeshausen
- Erste schriftliche Erwähnung des Ortes Wallonhurst, dem heutigen Wallenhorst, in der Schrift De miraculis sancti Alexandri
- Erste schriftliche Erwähnung des Ortes Wilshem, dem heutigen Wilsum, in der Schrift De miraculis sancti Alexandri
- Marsens und Tegerfelden werden erstmals urkundlich erwähnt.

### Kultur und Gesellschaft
- 31. Mai: Die japanische Ära (Nengō) Kachō endet. Am nächsten Tag beginnt die Ära Ninju.

### Religion und Kultur
- 20. März, Hildesheim: Ebo, Bischof von Hildesheim und ehemaliger Erzbischof von Reims stirbt. Sein Nachfolger in Hildesheim, der später heiliggesprochene aus sächsischem Adel (Liudolfinger) stammende Altfrid, hob die von Ebo erteilten Weihen als ungültig auf.
- Der arabische Kaufmann Sulaiman verbreitet den Islam an der indischen Malabarküste.
- Bau der Großen Moschee von Sousse, unter dem Emir der Aghlabiden, Abū ʾl-ʿAbbās Muhammad I.

## Gestorben
- 7. März: Nominoë, bretonischer Fürst
- 20. März: Irmingard von Tours, Frau Kaiser Lothars I. (* um 805)
- 20. März: Ebo von Reims, Erzbischof von Reims und Bischof von Hildesheim (* um 778)
- 17. April: Blutenda, Äbtissin des Frauenklosters Münsterschwarzach
- 24. November: Flora von Córdoba, christliche Märtyrin